# Turrican 3
Turrican 3, chiamato anche Turrican III: Payment Day nell'edizione tedesca e intitolato Mega Turrican su console, è un videogioco a piattaforme facente parte della serie di videogiochi Turrican, pubblicato per Amiga nel 1993 e per Mega Drive nel 1994.
L'ultimo capitolo, non più curato da Manfred Trenz, presenta comunque sempre le musiche di Chris Hülsbeck. Rispetto ai primi due, è quasi assente l'elemento esplorazione e ci sono meno livelli, inoltre lo sparo a rotazione viene rimosso e sostituito da una corda con rampino utile per raggiungere punti elevati.

## Trama
(L'introduzione del videogioco)

## Armi
Nel gioco viene rimosso lo sparo a rotazione a 180° presente nei capitoli precedenti, e vengono aggiunte nuove armi.
- Multiple shot, sparo classico a "goccia" potenziabile 3 volte.
- Rebound, un colpo triplo, uno centrale e due che seguono i muri del livello.
- Laser, l'arma più potente di colore verde con tre potenziamenti.
- Homing Missile, due missili a ricerca automatica, in aggiunta all'arma in dotazione.
- Granate a grappolo, vengono rilasciate in modalità giroscopio. Esplodono all'impatto.
- Giroscopio, lo sprite principale viene trasformato, in un periodo limitato, in una sfera invincibile controllabile solo a destra e sinistra.
- Frusta con rampino, non una vera e propria arma. Tenendo premuto il pulsante di sparo viene attivata. Serve a raggiungere zone inaccessibili senza.

## Produzione
I crediti vanno a:
- Distribuzione Mega Turrican (Mega Drive): Data East / Sony Imagesoft
- Distribuzione Turrican 3: Payment Day (Amiga): Rainbow Arts / Renegade Software
- Design: Frank Matzke, Thomas Engel, Julian Eggebrecht, Willi Bäcker e Lutz Osterkorn
- Programmazione: Peter Thierolf e Thomas Engel
- Grafica: Frank Matzke e Ramiro Vaca
- Copertina: Celal Kandemiroglu
- Musica (Amiga): Chris Huelsbeck

La pubblicazione del progetto è stata alquanto travagliata, il gioco nasce infatti come Mega Turrican su Sega Mega Drive e viene realizzato dal team che lo ha reso celebre su Amiga, ovvero Factor 5.
L'idea era inizialmente di creare un reale seguito della saga su Amiga, ma la pirateria dilagante e il mercato in chiara flessione suggerirono di optare per la console di Sega. È a questo punto che entra in gioco Neon software: il team guidato da Peter Thierolf, programmatore ben noto agli utenti di Amiga per i suoi trascorsi in Kaiko (la software house di Chris Huelsbeck) chiese ed ottenne di poter realizzare un porting per Amiga del titolo Mega Drive, che nel frattempo per dei problemi legali era stato rinviato.
La prima versione a uscire fu quella per Amiga, pubblicata nel 1993 da Rainbow Arts in Germania e da Renegade Software nel resto dell'Europa, presentava una grafica meno curata rispetto a quella della console SEGA. La versione Mega Drive venne invece pubblicata nel 1994 da Data East.
Nel 2004 esce Turrican 3 per Commodore 64 prodotto dal gruppo Smash Designs, ma non è una conversione dell'episodio uscito ai tempi per Amiga e Mega Drive, bensì un'opera amatoriale non ufficiale, ispirato al secondo capitolo della serie.
Sono state pubblicate emulazioni ufficiali della versione Mega Drive per Wii nel 2008 e della versione Amiga per BlackBerry nel 2013.